# Dolina kraljica
Dolina Kraljica poznata kao Biban el-Harim (arp. بيبان الحريم‎), Biban el-Sultanat (arp. بيبان السلطانات‎) i Vadi el-Melikat (arp. وادي الملكات‎), je mesto u Egiptu gde su se toko Novog carstva sahranjivale supruge faraona. U starom Egiptu ovo mesto se zvalo Ta-Set-Neferu, što znači mesto lepote. Iako je mesto danas poznato kao Dolina kraljica, ovde su se uz supruge faraona sahranjivali i prinčevi, princeze i članovi plemstva. Grobove tih ljudi su održavali grobni sveštenici koji su vršili obrede i nudili žrtve i molitve za pokojno plemstvo.
Dolina se nalazi pored poznatije Doline kraljeva, na zapadnoj obali Nila nasuprot Tebe (današnji Luksor). Nije sigurno zašto je baš ovo mesto odabrano. Verovatno je zato što je bilo relativno izlovano i nalazilo se blizu Doline kraljeva, ali i Deir el-Medine u kojoj su živele zanatlije koje su podigle Dolinu kraljeva. Mada, na odabir lokacije je možda učestvovala i činjenica da se na ulazu u Dolinu nalazila sveta pećina posvećena boginji Hathor.
Dolina kraljica se sastoji od glavnog vadija u kom se nalazi većina grobnica, Doline princa Ahmozea, Doline kanapa, Doline tri rupe i Doline dolmena. U glavnom vadiju se nalazi 91 grobnica, a u ostalim još 19 koje su iz osamnaeste dinastije.

## Osamnaesta dinastija
Jedna od privih grobnica koje su podignute je pripadala ćerki faraona Sekenenre Tao II i njegove žene Sitđehuti - Ahmose. Ova grobnica je verovatno podignuta za vreme vladavine Tutmesa I. Iz ovog perioda takođe potiče i nekoliko grobnica koje su pripadale plemstvu, uključujući i veziru.
Većina grovnica iz Doline tri rupe su iz ovog perioda. Ove grovnice su označene sa slovima A - L. U Dolini se nalaze i tri šaft grobnice po kojma je i sama dolina dobila ime - Dolina tri rupe. Moderna oznaka za ove grobnice je QV 89, QV 90, i QV 91.
U Dolini dolmena se nalazi put koji su radnici koristili da dođu iz Deir el-Medine u Dolinu kraljica. Duž ovog puta se nalazi mali hram uklesan u stenu koji je bio posvećen Ptahu.
Grobnice iz ovog perioda su uglavnom jednostave i sačinjene su od odaje i šafta za sahrane. Međutim, neke grobnice su bile velikih dimenzija kako bi se u njima sahranilo više ljudi. Osim princeza i prinčeva, ovde je sahranjeno nekoliko plemića.

## Devetnaesta dinastija
Tokom devetnaeste dinastije u Dolini se sahranjuju samo kraljevske žene. Nekoliko žena Ramzesa I, Setija I i Ramzesa II je sahranjeno ovde. Jedna od najpoznatijih i najbolje očuvanih uklesanih grobnica je pripadala kraljici Nefertari (1290–1224 p.n.e.). Polihromni reljefi u njenoj grobnici su bili savršeno očuvani. Drugi članovi kraljevske porodice su bili sahranjivani i u Dolini kraljeva. KV5, grobnica sinova Ramzesa II je primer ovoga.

## Dvadeseta dinastija
Tokom dvadesete dinastije se dolina i dalje koristila intenzivno. Grobnica žena Ramzesa III je urađena po uzoru na ranije periode, a sahranjeno je i nekoliko njegovih sinova. Grobnice se prave sve do vladavine Ramzesa VI. Torinski papirus spominje da je tokom njegove vladavine napravljeno šest grobnica, ali nije sigurno na koje se grobnice odnosi.
Postoje svedočanstva o političkoj nestabilnosti tokom dvadesete dinastije. Istorijski izvori spominju proteste radnika za vreme vladavine Ramzesa III i krajem ovog perioda počinju da se javljaju pljačke grobnica.

## Treći međuperiod i kasnije
Nakon dvadesete dinastije u Dolina više nije bila nekropola vladarske porodice. Ipak, mnoge grobnice su pono korišćene. Nekoliko njih je modifikovano tako što su iskopane rupe unutar grobnice kako bi se u njima sahranilo nekoliko ljudi. Nije poznata upotreba Doline tokom Ptolemejskog perioda. Tokom Rimskog carstva se ponovo koristi mesto za sahrane. Tokom koptskog perioda su nomadi živeli ovde. Kopti su za sobom ostavili nekoliko plastera dekorisanih hrišćanskim simbolima i bili su prisutni na ovom mestu do 7. veka nove ere.

## Sahrane
U Dolini kraljica je poronađeno 33 plemićke grobnice:
| Grobnica | Ime vlasnika                    | Status                    | Vremenski period    | Komentar                                                                                              |
| -------- | ------------------------------- | ------------------------- | ------------------- | --- |
| QV8      | Hori Q i kraljeva ćerka         | princ / princeza          | 18. dinastija       | |
| QV17     | Meritre i Vermeriotes           | princza                   | 18. dinastija       | |
| QV30     | Nebiri                          | upravnik kraljevske štale | 18. dinastija       | vladavina Tutmosa III                                                                                 |
| QV31     | nepoznato                       | kraljica                  | 19. dinastija       | vreme Setija I                                                                                        |
| QV33     | Taneđemet                       | princeza-kraljica         | 19. dinastija       | vreme Setija I                                                                                        |
| QV34     | nepoznato                       | princeza-kraljica         | 19. dinastija       | vreme Setija I                                                                                        |
| QV36     | nepoznato                       | princeza-kraljica         | 19. dinastija       | vreme Setija I                                                                                        |
| QV38     | Sitre                           | kraljica                  | 19. dinastija       | žena Ramzesa I                                                                                        |
| QV40     | nepoznato                       | princeza-kraljica         | 19. dinastija       | vreme Setija I                                                                                        |
| QV42     | Pareherwenemef                  | prince                    | 20. dinastija       | sin Ramzesa III, a moguće je da se u grobnici nalazila i Minefer, žena Ramezea III                    |
| QV43     | Set-her-khopsef (Ramesses VIII) | princ                     | 20. dinastija       | Sin Ramzesa III, postao faraon Ramzes VIII i grobnica nije iskorišćena                                |
| QV44     | Khaemwaset                      | princ                     | 20. dinastija       | sin Ramzesa III sahranjen tokom vladavine Ramzesa IV                                                  |
| QV46     | Imhotep                         | vezir                     | 18. dinastija       | vezir faraona Tutmozea I                                                                              |
| QV47     | Ahmose                          | princeza                  | 17. dinastija       | ćerka Sekenera II                                                                                     |
| QV51     | Iset Ta-Hemđert                 | kraljica                  | 20. dinastija       | žena Ramzesa III, majka Ramzesa IV                                                                    |
| QV52     | Titi                            | princeza-kraljica         | 20. dinastija       | žena Ramzesa III, ćerka Setnata                                                                       |
| QV53     | Ramzes Meriamen (Ramzes IV)     | princ                     | 20. dinastija       | sin Ramzesa III; postao faraon Ramzes IV, a grobnica nije iskorišćena jer je sahranjen u grobnici KV2 |
| QV55     | Amun-her-khepeshef              | princ                     | 20. dinastija       | sin Ramzesa III                                                                                       |
| QV58     | nepoznato                       | kraljica                  | 19. dinastija       | vreme Ramzesa II                                                                                      |
| QV60     | Nebetavi                        | princeza-kraljica         | 19. dinastija       | ćerka-žena Ramzesa II                                                                                 |
| QV66     | Nefertari                       | Queen                     | 19. dinastija       | žena Ramzesa II                                                                                       |
| QV68     | Meritamun                       | princeza-kraljica         | 19. dinastija       | ćerka-žena Ramzesa II                                                                                 |
| QV70     | Nehesy                          |                           | osamnesta dinastija | |
| QV71     | Bintanath                       | princeza-kraljica         | 19. dinastija       | ćerka-žena Ramzesa II                                                                                 |
| QV72     | Neferhat / Baki                 | princeza i princ          | 18. dinastija       | |
| QV73     | Henutaji                        | princeza-kraljica         | 19. dinastija       | ćerka-žena Ramzesa II                                                                                 |
| QV74     | Tentopet                        | kraljica                  | 20. dinastija       | žena Ramzesa IV.                                                                                      |
| QV75     | Henutmire                       | princeza-kraljica         | 19. dinastija       | ćerka i žena Ramzesa II                                                                               |
| QV76     | Meritre                         | princeza                  | 18 dinastija        | |
| QV80     | Kraljica Tija                   | kraljica                  | 19. dinastija       | žena Setija I i majka Ramzesa II.                                                                     |
| QV81     | Heka[...]                       |                           | 18. dinastija       | ime je samo delimično očuvano                                                                         |
| QV82     | MMinemhat and Amenhotep         | princ                     | 18. dinastija       | |
| QV88     | Ahmoze                          | princ                     | 18. dinastija       | sin Nebsua i Iana. Mumija je bila fetus.                                                              |

## Literatura
- Bunson, Margaret (1991). „Valley of the Queens”. Encyclopædia of Ancient Egypt. New York.